# Bogi Takács
Bogi Takács, né le 25 décembre 1983 à Győr en Hongrie, est une personne hongroise psycholinguiste à l'origine de romans, de poèmes, de traductions et d'éditions. Bogi Takács est une personne intersexe et agenre, écrivant essentiellement sur sa pratique du judaïsme et sur des thèmes inspirés de la Torah. Bogi Takács utilise en anglais les pronoms e/em et they/them.

## Biographie
Bogi Takács obtient une licence, puis un master en psychologie expérimentale et un master en linguistique théorique, à l'université Loránd-Eötvös à Budapest. Bogi Takács déménage ensuite aux États-Unis pour son doctorat à l'université de l'Iowa,. R.B. Lemberg, qui enseigne la sociolinguistique et est à l'origine de recueils de poésie, l'épouse et la famille déménage au Kansas avec leur enfant, Mati.
Bogi Takács participe à l'anthologie Disabled People Destroy avec d'autres auteurs handicapés. Ses travaux sont publiés dans les magazines Strange Horizons, Uncanny, Lightspeed, Clarkesworld, Publishers Weekly et Apex. En 2017, Bogi Takács commence à éditer Transcendent, une anthologie de nouvelles sur la transidentité,. Bogi Takács reproche au monde littéraire de vouloir mettre en avant les minorités, mais de ne s'intéresser à elles que si elles parlent de leur souffrance quotidienne.
En 2018, la World Science Fiction Convention l'invite à sa conférence annuelle mais écrit toute sa biographie au masculin sur son site Internet, alors que Bogi Takács n'a jamais utilisé de pronoms masculins pour parler de soi.
En 2020, Bogi Takács remporte le prix Hugo du meilleur écrivain amateur, ce qui en fait la première personne hongroise à remporter le prix. Le prix lui revient surtout pour son travail de critique littéraire sur son blog personnel. Sur ce blog, on trouve une liste de romans #OwnVoices écrits par des personnes intersexes, et une autre écrite spécifiquement par des personnes intersexes noires.

## Prix et récompenses
- Prix Lambda Literary de la meilleure fiction transgenre 2018 pour Transcendent 2: The Year's Best Transgender Speculative Fiction
- Finaliste du prix Locus de la meilleure anthologie 2018 pour Transcendent 2: The Year's Best Transgender Speculative Fiction[14]
- Finaliste du prix Hugo du meilleur écrivain amateur 2018 et 2019[15],[16]
- Prix Hugo du meilleur écrivain amateur 2020[17]

## Œuvres

### Recueil de nouvelles
- (en) The Trans Space Octopus Congregation, 2019
- (en) Power to Yield and Other Stories, 2023

### Recueil de poèmes
- (en) Algorithmic Shapeshifting, 2019